# Rhynchosia pentheri
Rhynchosia pentheri är en ärtväxtart som beskrevs av Alexander Zahlbruckner. Rhynchosia pentheri ingår i släktet Rhynchosia och familjen ärtväxter. IUCN kategoriserar arten globalt som livskraftig. Inga underarter finns listade i Catalogue of Life.